# Madascincus mouroundavae
Madascincus mouroundavae — вид сцинкоподібних ящірок родини сцинкових (Scincidae). Ендемік Мадагаскару.

## Поширення і екологія
Madascincus mouroundavae мешкають на півночі і сході острова Мадагаскар, а також були зафіксовані в центрі острова, в регіоні Аналаманга, та на західному узбережжі, в районі міста Мурундава. Вони живуть у вологих тропічних лісах, серед опалого листя. Відкладають яйця.